# Hmong

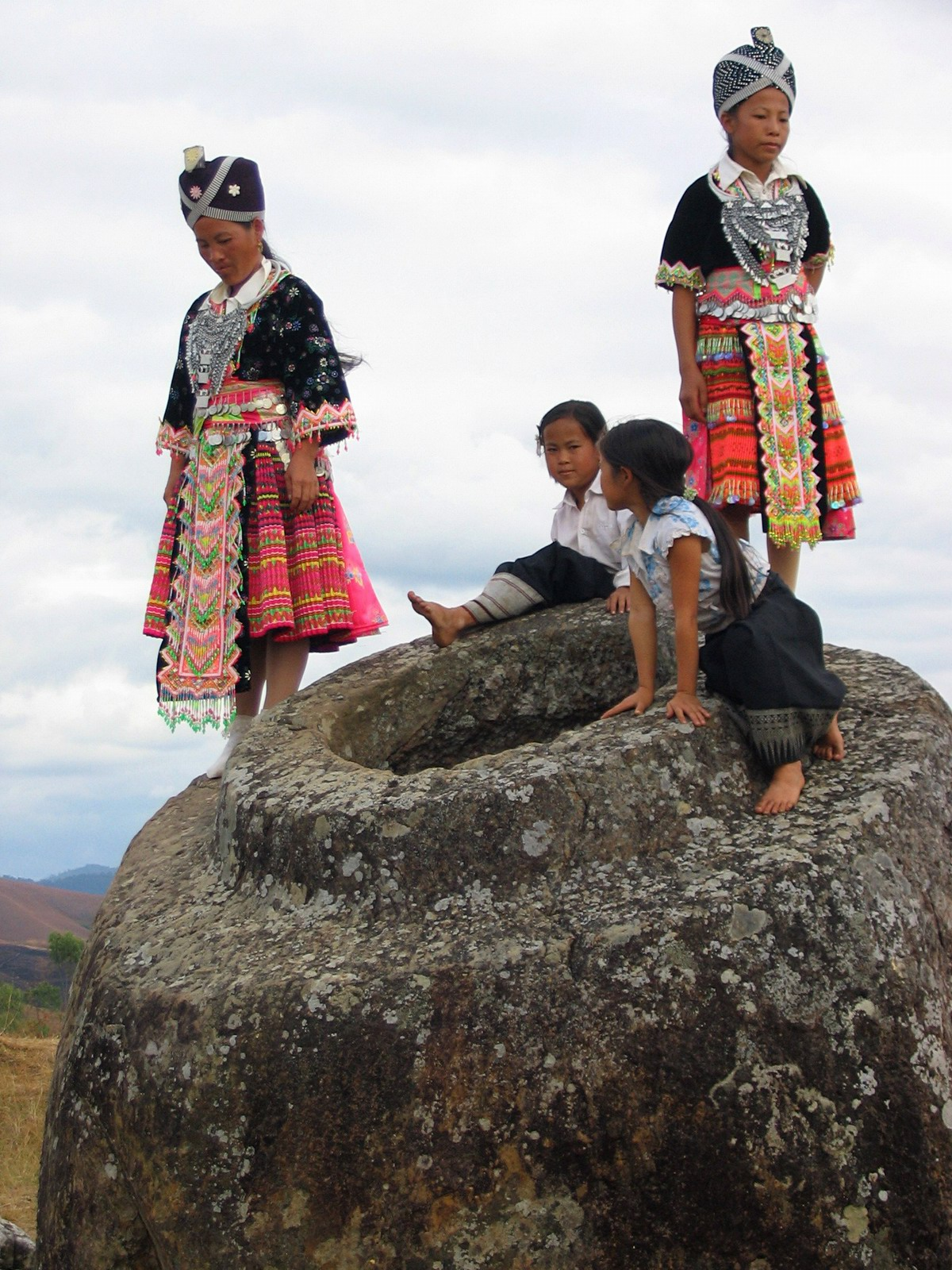
Hmong in Laos

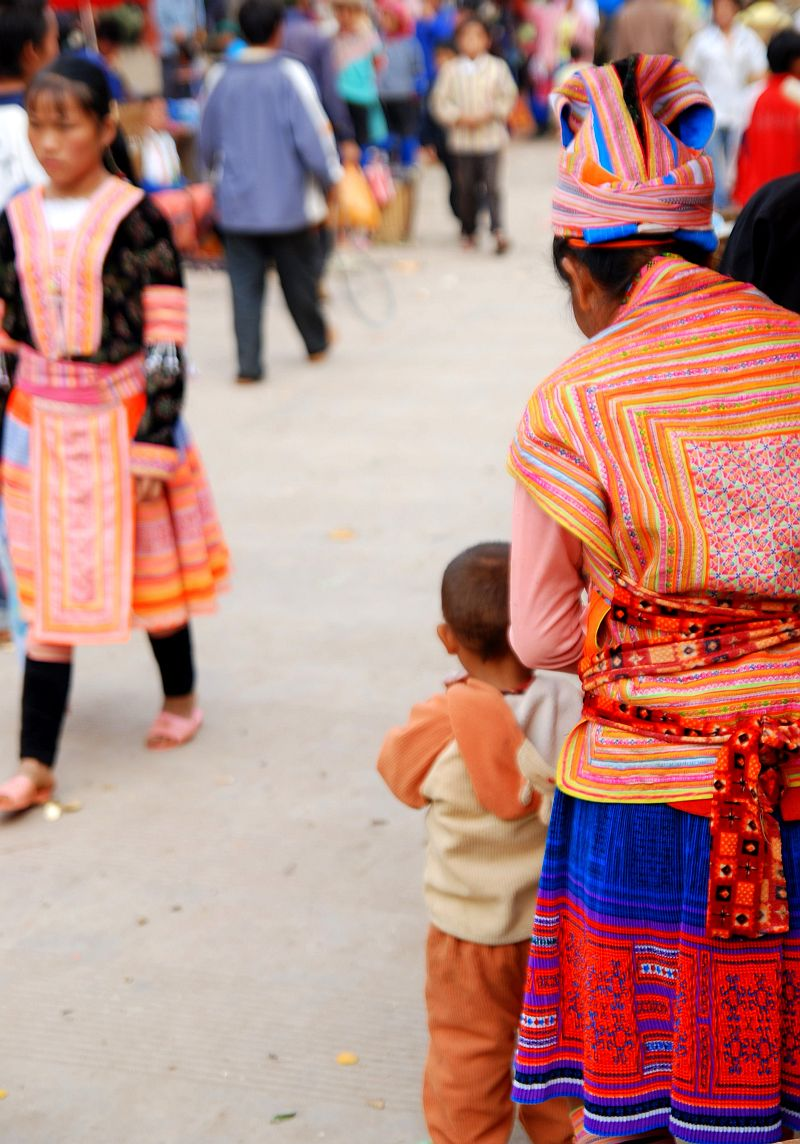
Miao in de Autonome Hani en Yi Prefectuur Honghe, provincie Yunnan, China

De Hmong of Mong (IPA: [m̥ɔ̃ŋ]) zijn een Aziatisch volk dat voornamelijk in de Volksrepubliek China, Vietnam en Laos leeft. In China worden het in pinyin Miao genoemd en in Vietnam in quốc ngữ Meo. In China wordt het gezien als een subgroep van het Miao volk.
De oorsprong van dit volk ligt in het zuiden van China. Afstammelingen zijn verspreid over Noord- en Centraal-Laos, Zuid-China, Vietnam en Thailand. De meesten wonen in gebieden boven de 1000 meter op bergtoppen of heuvelruggen.
Van oudsher is polygamie in de Hmong-gemeenschappen toegestaan. De kleding is eenvoudig. Veelal worden zwarte jassen, zwarte pofbroeken en zilveren juwelen gedragen. De vrouwen dragen hun haar meestal in een knot. Een groot deel van de bevolking leeft van de ruilhandel, waarbij ijzer vaak dient als betaalmiddel. IJzer is een belangrijke grondstof voor het maken van kapmessen en eenvoudige geweren. De voornaamste landbouwproducten zijn rijst, graan en opium.

## De Miao in Zuid-China
In de Zuid-Chinese provincies/autonome regio Guizhou, Sichuan, Yunnan, Guangxi, Hunan en Guangdong leeft de meerderheid van de 9,6 miljoen in China wonende Hmong.
In de volgende gebieden hebben zij een eigen autonome prefectuur:
In de provincie Guizhou:
- Autonome Miao & Dong prefectuur Qiandongnan
- Autonome Buyei & Miao prefectuur Qiannan
- Autonome Buyei & Miao prefectuur Qianxinan

In de provincie Hubei:
- Autonome Tujia & Miao prefectuur Enshi

In de provincie Hunan:
- Xiangxi Tujia en Miao Autonome Prefectuur

In de provincie Yunnan:
- Autonome Zhuang en Miao Prefectuur Wenshan

### Basha
Basha is een dorp aan de zuidelijke grens van de provincie Guizhou. Leden van de daar wonende Hmong stam zijn de enige burgers van de Volksrepubliek China die een vuurwapen in bezit mogen hebben. De Chinese overheid respecteert hiermee de eeuwenoude traditie van deze stam. De lokale Hmong hechten nog zeer veel waarde aan hun oude tradities en levenswijze; ze wonen in houten huizen en houden een traditionele haardracht aan door middel van een sikkel.
Een andere traditie is dat er een boom wordt geplant bij een geboorte. Het hout van deze boom wordt later gebruikt voor het maken van de eigen doodskist. De religieuze verering van bomen speelt een belangrijke rol in het religieuze leven van de Hmong. Doordat dit traditionele Hmong dorp zo authentiek is, is het een belangrijke toeristische bestemming geworden.

## De Hmong in Laos
Er wordt over het algemeen aangenomen dat de Hmong ongeveer in de 18e eeuw naar de gebieden buiten Zuid-China zijn getrokken. In de jaren zeventig van de vorige eeuw, tijdens de geheime oorlog in Laos, voerden de Hmong een bittere strijd voor hun bestaan tegen zowel de Pathet Lao als de overheid. Ze werden hierbij aangevoerd door de Hmong-generaal Vang Pao. Hun verzet werd voornamelijk gevoerd vanuit de provincie Xieng Khuang. Financieel werden ze ondersteund door de CIA.
Na het verlies van de oorlog zijn veel Hmong naar Thailand gevlucht, van waaruit er 140.240 uitgeweken zijn naar andere landen, voornamelijk de Verenigde Staten. Tot in 2003 waren er nog Hmong guerrillagroepen in Laos. Nieuws over deze groepen raakte slechts langzaam bekend in de buitenwereld. In 2003 sloot de regering van Laos enkele westerse journalisten en een Amerikaanse Hmongpriester op die de rebellen bezocht hadden. Een paar weken later verscheen er een nieuwsreportage over het lot van de Hmong die nog steeds in Saisombun, Laos vechten.

### Waarnaartoe?
Begin 2004 werd bekendgemaakt dat de regering van de Verenigde Staten had aangeboden om 14.000 van de overblijvende Hmong te repatriëren naar Amerika. Dit was niet de eerste keer dat dit werd aangeboden en de Thaise regering studeerde dan ook op alternatieven binnen Thailand zelf. Zo werd voorgesteld om ze naar een militair trainingskamp voor speciale oorlogvoering in de provincie Nakhon Ratchasima over te brengen. Het voordeel zou zijn dat dit gebied omgeven kon worden door hekken en in onbewoond gebied ligt, op ongeveer honderd kilometer van Pak Chong. Viceminister-president Generaal Chavalit had plannen gepresenteerd om ze te verplaatsen naar een kamp bij Baan Na Pho in de provincie Nakhon Phanom nabij de grens met Laos. De Laotiaanse regering diende hiertegen protest in, omdat zij de Hmong zagen als een bedreiging van de staatsveiligheid. Generaal Vang Pao woonde tot zijn dood in de Verenigde Staten.

### Thailand
In Thailand is sinds 2003 een kamp met ca. 14.000 tot 20.000 Hmongvluchtelingen die nergens naartoe kunnen. Het kamp is bij Wat Tham Krabok in het district Phra Buddhabart in de provincie Saraburi. De Thaise regering heeft verscheidene pogingen gedaan om de Hmong te verdelen over het land, maar overal zijn er protesten van de lokale bevolking die aanvoeren dat de Hmong hun banen en land zullen afnemen en drugsmisbruik met zich meebrengen. Wat het niet makkelijker maakt, is dat een gedeelte van de Hmong claimt Thai te zijn, een claim die ondersteund werd door de inmiddels overleden phra Chamroon Panchan. Volgens de monnik zijn deze Hmong gekomen om hun familieleden te bezoeken of om van drugs af te kicken. De tempel is namelijk ook bekend als afkickcentrum. Wat de situatie verder bemoeilijkt is dat tot aan het einde van de jaren 90 van de 20e eeuw iedereen vrij was om te komen en gaan.
Veel van de problemen voor de Hmong en voor de bergvolken in het algemeen worden in Thailand veroorzaakt door de discriminatie van deze groepen. Door de meerderheid van de Thais worden ze gezien als onontwikkeld en veroorzakers van drugsproblemen. De meeste lokale politici in de provincies waar de bergvolkeren wonen voeren vaak campagne tegen hun aanwezigheid en verspreiden allerlei vooroordelen over deze bevolkingsgroepen. Ze worden regelmatig van hun land verdreven en ook wordt het Thaise staatsburgerschap afgenomen. Het enige waarvoor de bergvolkeren vaak goed zijn is om te dienen als attractie voor toeristen.
De Thaise koning Bhumibol en zijn vrouw, koningin Sirikit, trekken zich het lot van de bergvolken aan en zijn projecten gestart om hen te steunen en om de vooroordelen binnen de Thaise bevolking weg te halen. Zo is de koning een onderzoeksproject gestart om te kijken welke groenten en vruchten er in de bergachtige gebieden van het noorden willen groeien en genoeg geld opbrengen voor de bevolking. Dit om de bergvolken over te halen te stoppen met het verbouwen van opium. Zo zijn er onder andere bloemen uit Nederland geïntroduceerd, maar ook appels, peren en aardbeien. Deze komen alle niet in Thailand voor en moesten geïmporteerd worden. In het voorjaar kan men nu echter verse aardbeien uit het noorden van Thailand op de markten van Bangkok vinden.

### Repatriëring naar Laos
In 2008 leven ongeveer 8.000 Hmongvluchtelingen uit Laos in een Thais vluchtelingenkamp in de provincie Petchabun. De Verenigde Staten en andere landen hebben asiel verleend aan Hmongvluchtelingen, echter de Thaise overheid verstrekt geen exit-visa.
Mensenrechtenorganisaties, zoals Amnesty International hebben kritiek op de behandeling van de Hmong in Thailand en Laos. In Laos zijn er vele verslagen van martelingen, verkrachtingen en moorden. In Thailand worden de vluchtelingen niet voorzien van basisvoorzieningen, zoals een redelijk onderdak of schoon drinkwater. De overheden weigeren onafhankelijke toeschouwers toe te laten. Zo kan de repatriëring van de Hmong in de Laotiaanse maatschappij niet gecontroleerd worden, waardoor hun veiligheid ernstig gevaar loopt. De Thaise overheid laat tot nu toe geen vertegenwoordigers van UNHCR toe, waardoor de vluchtelingenstatus niet kan worden vastgesteld.

## Subgroepen
De namen van de groepen refereren aan de kleding van de vrouwen:
- Blauwe Hmong
- Witte Hmong
- Bloemen Hmong
- Rode Hmong
- Zwarte Hmong

## Bekende Hmong
- Song Zuying, zangeres
- Brenda Song/Xiong, actrice
- Sunisa Lee, gymnaste

## Trivia
In de film Gran Torino, met Clint Eastwood in de hoofdrol, staan de problemen van een Hmonggezin in Amerika centraal.